# 1313

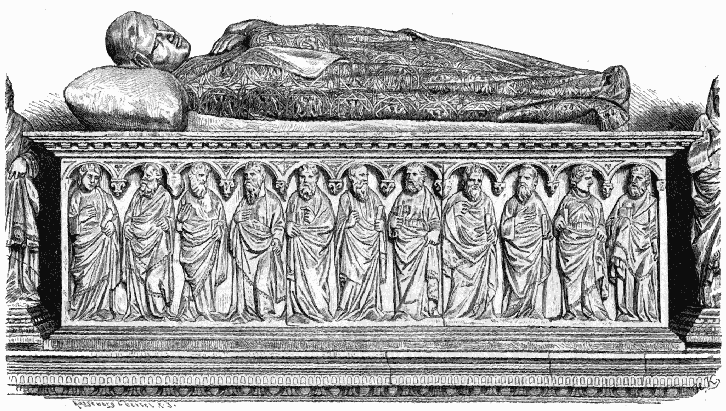
graftombe van Hendrik VII

Het jaar 1313 is het 13e jaar in de 14e eeuw volgens de christelijke jaartelling.

## Gebeurtenissen
- 5 mei - Paus Celestinus V wordt heilig verklaard.
- 1 juli - De latere koning Filips VI van Frankrijk trouwt met Johanna van Bourgondië.
- 28 juli - De Brabantse stad 's-Hertogenbosch hernieuwd de vriendschapsband met moederstad Leuven.

zonder datum
- Wang Zhen publiceert de Nong Shu, met daarin de eerste beschrijving van de boekdrukkunst.
- De abdij Monte Oliveto Maggiore wordt gesticht.
- oudst bekende vermelding: Besoyen, Foxwolde, Huinen, Kalenberg, Nijkerk, Onna, Sprang

## Opvolging
- Baden-Sausenberg - Rudolf I opgevolgd door zijn zoon Hendrik
- Luik - Adolf van der Mark als opvolger van Theobald van Bar
- Rodez - Cecilia opgevolgd door haar echtgenoot Bernard VI van Armagnac

## Afbeeldingen

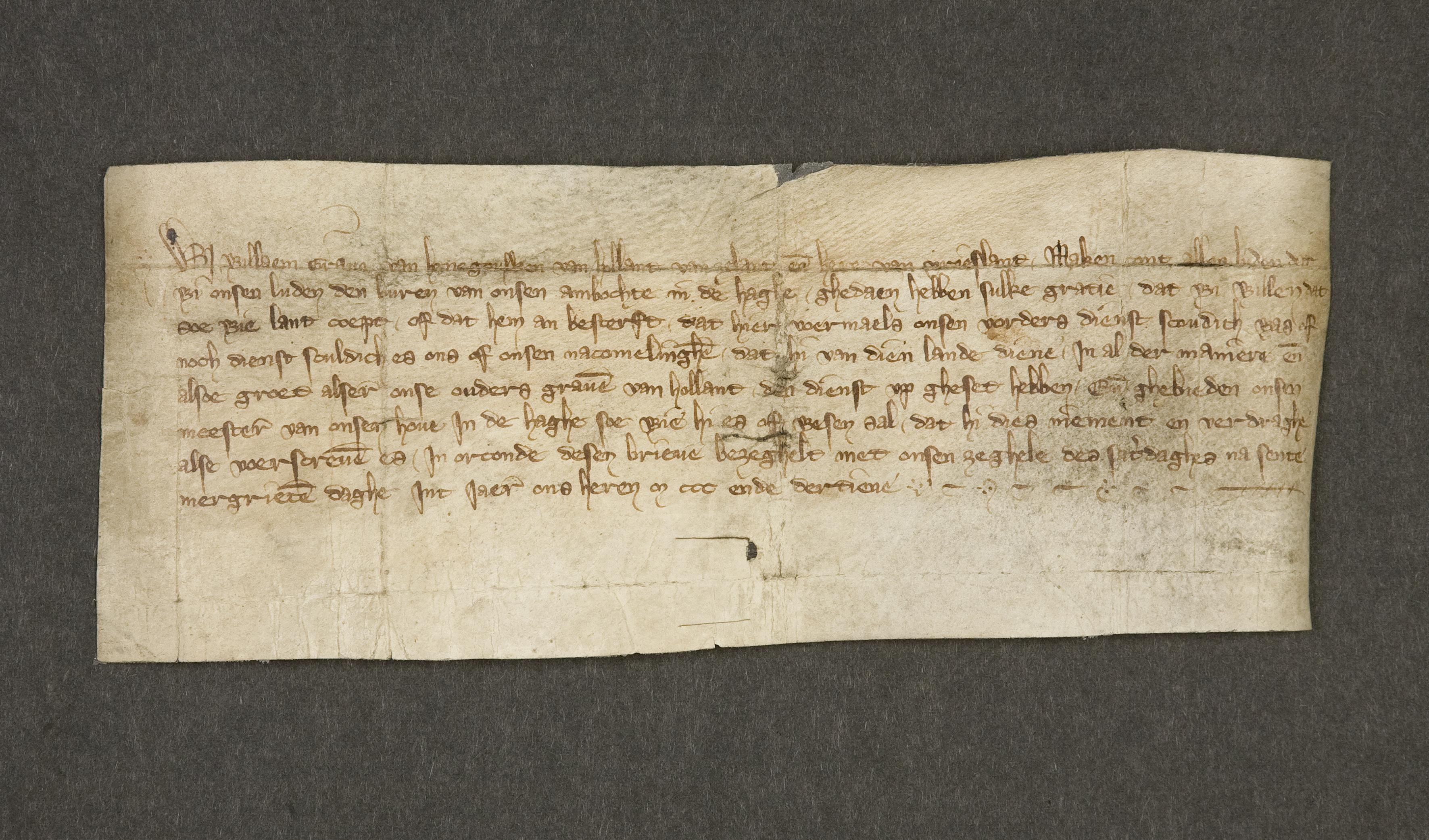
Charter uit 1313, oudste document in het Haags Gemeentearchief

## Geboren
- 17 april - Constantijn V, koning van Armenië (1344-1362)
- 20 april - Bolesław II van Mazovië, Pools edelman
- 14 mei - Bolko I van Opole (~54), Pools edelman
- 1 augustus - Kogon, tegenkeizer van Japan (1331-1333)
- 16 november - ibn al-Khatib, Marokkaans schrijver
- Giovanni Boccaccio, Italiaans dichter
- Gerard V van Schaumburg, Duits edelman
- Guy van Boulogne, Frans kardinaal
- Maria van Portugal, echtgenote van Alfons XI van Castilië
- Wolfert III van Borselen, Zeeuws edelman
- Cola di Rienzo, Romeins staatsman (jaartal bij benadering)
- William van Heytesbury, Engels filosoof (jaartal bij benadering)

## Overleden
- 11 april - Guillaume de Nogaret (~52), Frans rechtsgeleerde
- 24 augustus - Hendrik VII (~38), koning en keizer van Duitsland (1308/1312-1313)
- 3 september - Anna van Bohemen (22), echtgenote van Hendrik van Karinthië
- John Balliol, koning van Schotland (1291-1296)
- Jean Lemoine (~63), Frans kardinaal
- Rudolf I van Sausenberg, Duits edelman
- Jan Parricida, Duits edelman (jaartal bij benadering)